# Monasterio de Santa Clara (Briviesca)
El monasterio de Santa Clara es un antiguo cenobio de monjas Clarisas situado en la localidad de Briviesca (Burgos, Castilla y León, España). El conjunto monumental se compone del convento propiamente dicho, más la iglesia, un hospital y la denominada casa solariega. Construido en el siglo XVI, combina los estilos artísticos gótico isabelino y renacentista.

## Historia
El monasterio fue mandado construir en 1511 para la rama femenina de la Orden de San Francisco por D. Mencía de Velasco, una de las seis hijas de los Condestables de Castilla D. Pedro Fernández III de Velasco y D. Mencía de Mendoza. Eligió para su establecimiento unos solares lindantes con el perímetro urbano, extramuros, denominados Vega de Valdeprado. En 1512 se colocó la primera piedra del que sería un gran conjunto de edificios, a los que más tarde se les adosó el hospital de Nuestra Señora del Rosario. Como modelo arquitectónico se tomó el monasterio de Santa Clara de Medina de Pomar, fundado por los Fernández de Velasco a principios del siglo XIV, panteón familiar y lugar en el que habitó y murió D. Mencía. En su testamento de 1517 la noble señora dejó constancia legal de la erección del convento y de su voluntad de ser enterrada en el mismo. En 1523 fallecía D. Mencía y un año más tarde comenzaban las obras del monasterio propiamente dichas, ya que desde el acto fundacional de 1512 apenas se habían acometido obras. Pese a lo testado, D. Mencía fue inhumada en el monasterio de Medina de Pomar.
En 1931 la iglesia conventual fue declarada Monumento Histórico-Artístico Nacional. Por lo tanto, es asimismo Bien de Interés Cultural (BIC).
La comunidad de Clarisas habitó el cenobio hasta el año 2005, cuando las ocho hermanas que quedaban, de avanzada edad, se trasladaron al monasterio de la Ascensión de Nuestro Señor, o convento de Santa Clara de Lerma (que actualmente está regido por el instituto religioso Iesu Communio). 

## Descripción

### Iglesia
El templo fue levantado por el arquitecto Pedro de Rasines basándose en la planificación del trazado hecha por Juan Gil de Hontañón, de cuya implicación en la obra hay constancia documental. Su aspecto exterior es de una sobria y robusta monumentalidad. Gruesos contrafuertes de variadas secciones prismáticas separan los lienzos de sillería en todo el perímetro de la fábrica. El ábside es la parte más vistosa, pero queda acotado a la vista al estar encerrado tras la huerta monacal. En la fachada a los pies, la puerta de acceso se cobija bajo un corto soportal. El interior destaca por su amplitud y luminosidad, con una planta de cruz latina, más que prolongada, interrumpida por un ancho crucero octogonal de mayor altura, al que cubre una gran bóveda gótica estrellada. Esta zona principal se completa con una corta nave transversal y una cabecera muy poco desarrollada, hasta el punto de que apenas se desliga del perímetro oriental del crucero. Los escudos de los Velasco dan una vistosidad heráldica a los muros interiores. 

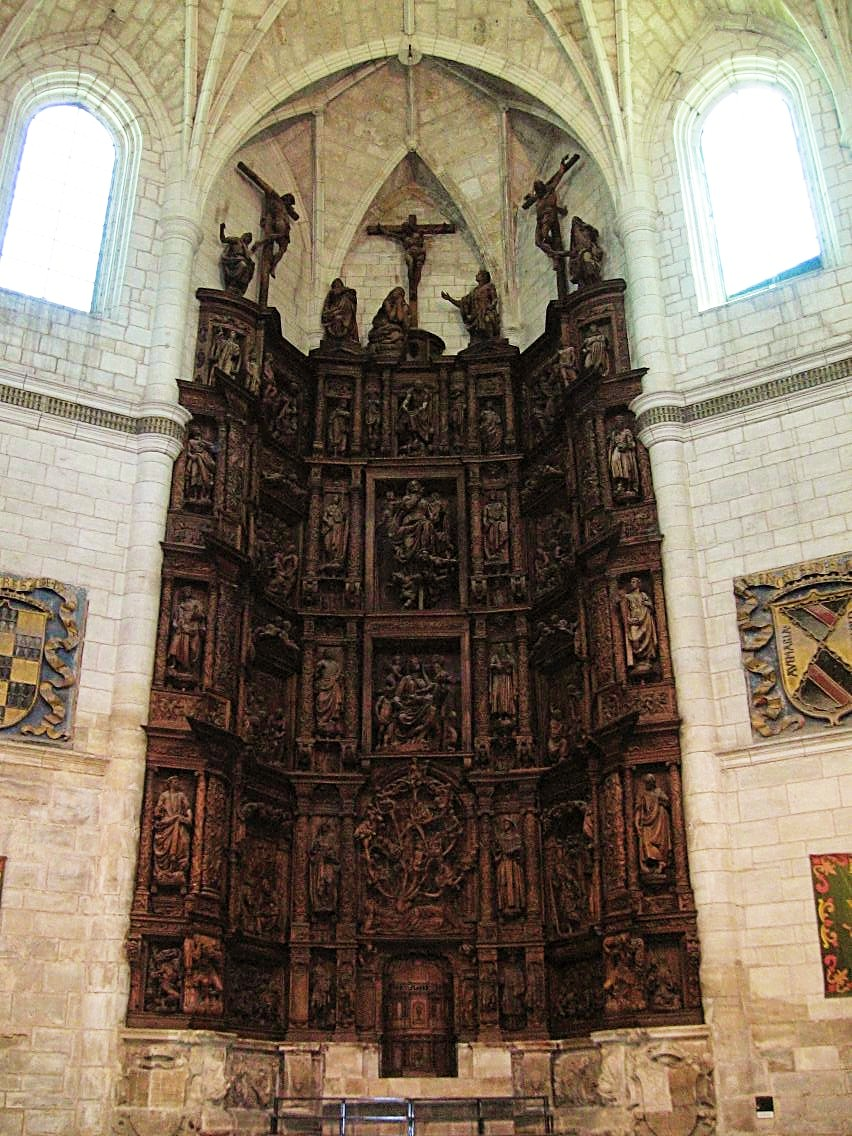
Retablo Mayor de la iglesia

En los tres paños del ábside se engarza la joya más preciada del monasterio, su renacentista retablo Mayor, empezado a tallar en 1551 por Diego de Guillén pero elaborado fundamentalmente por el artista mirandés Pedro López de Gámiz. Facturado en madera de nogal y dejado sin policromar, posiblemente por problemas económicos, el retablo quedó terminado hacia 1569 y en su ejecución pudo trabajar también el artista Juan de Ancheta, discípulo de López de Gámiz. Ajustada al estilo manierista romanista, del que es uno de los mejores ejemplos en España, y dominada por el espíritu humanista de Miguel Ángel, la mazonería consta de tres calles y cuatro entrecalles dispuestas en cuatro cuerpos, más la predela y el ático con el Calvario. Su altura alcanza los 24 metros. En las calles se colocaron escenas en relieve y en las entrecalles, junto a parejas de columnas abalaustradas, imágenes exentas, conformando un rico programa iconográfico dedicado a la exaltación de la Virgen. Los grupos escultóricos más destacados son los de la calle central, empezando por el Árbol de Jetsé, un trabajo finamente calado con claras reminiscencias tardogóticas. Sobre esta escena se disponen la Virgen sedente rodeada de ángeles y la Ascensión. 
La iglesia conventual puede visitarse de lunes a domingo en horario de 11:00 - 12,00 - 13:00 (mañanas) y de lunes a viernes en horario de 16:30 y 18:00 (tardes). Los fines de semana, solo por las mañanas. Información y gestión de visitas en la Oficina de Turismo (Calle de Santa Mª Encimera, 1).

### Convento
Extendido a la derecha de la iglesia y cerrado al público, el convento de clausura posee dos claustros de dos plantas, uno de ellos tardogótico con arquería ojival. Otra dependencia no visitable es la sala capitular, habilitada por las monjas para el culto diario.

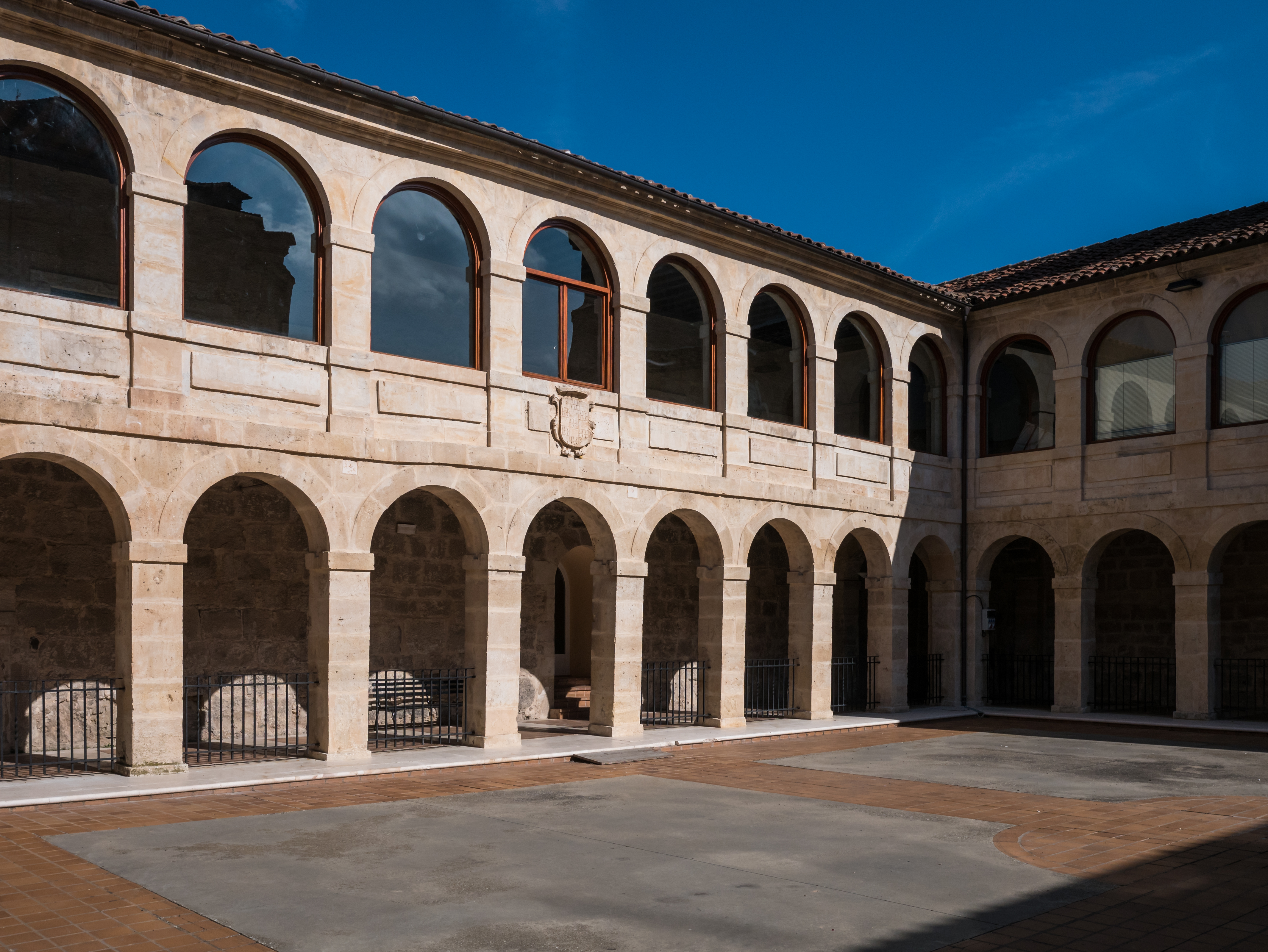
Patio claustral del hospital

### El Hospital
El Hospital de Nuestra Señora del Rosario, conocido popularmente como el hospitalillo, fue construido por la familia Velasco a finales del siglo XVI para la atención de peregrinos, adosándolo al muro del Evangelio (norte) de la iglesia. Su parte más interesante es el patio claustral. de estilo herreriano, dibujado por dos series de arcadas de medio punto sobre pilares cuadrados. Este edificio, tras someterse a una completa rehabilitación y acondicionamiento, aloja en la actualidad diversas dependencias municipales.

## Enlaces externos

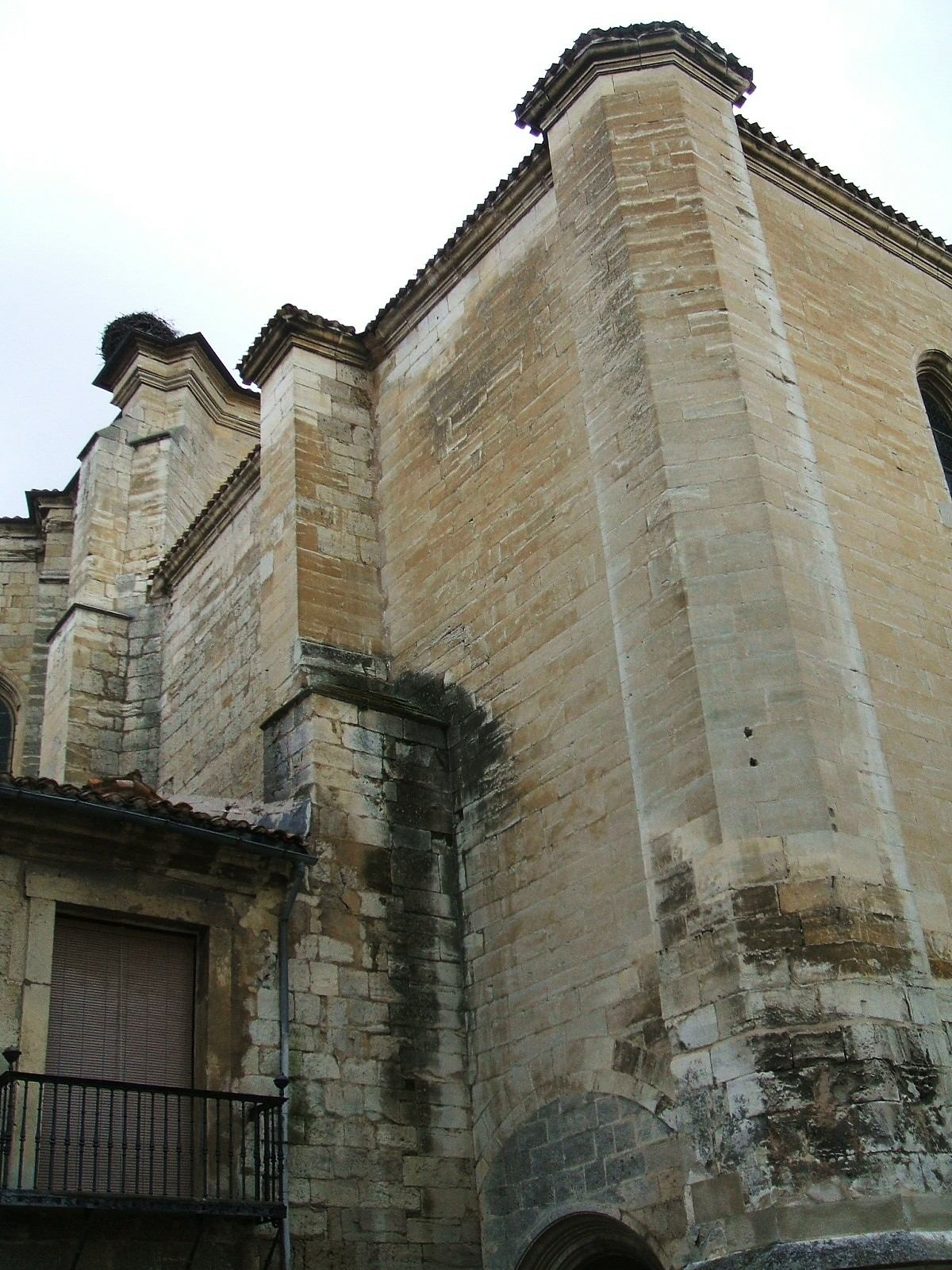
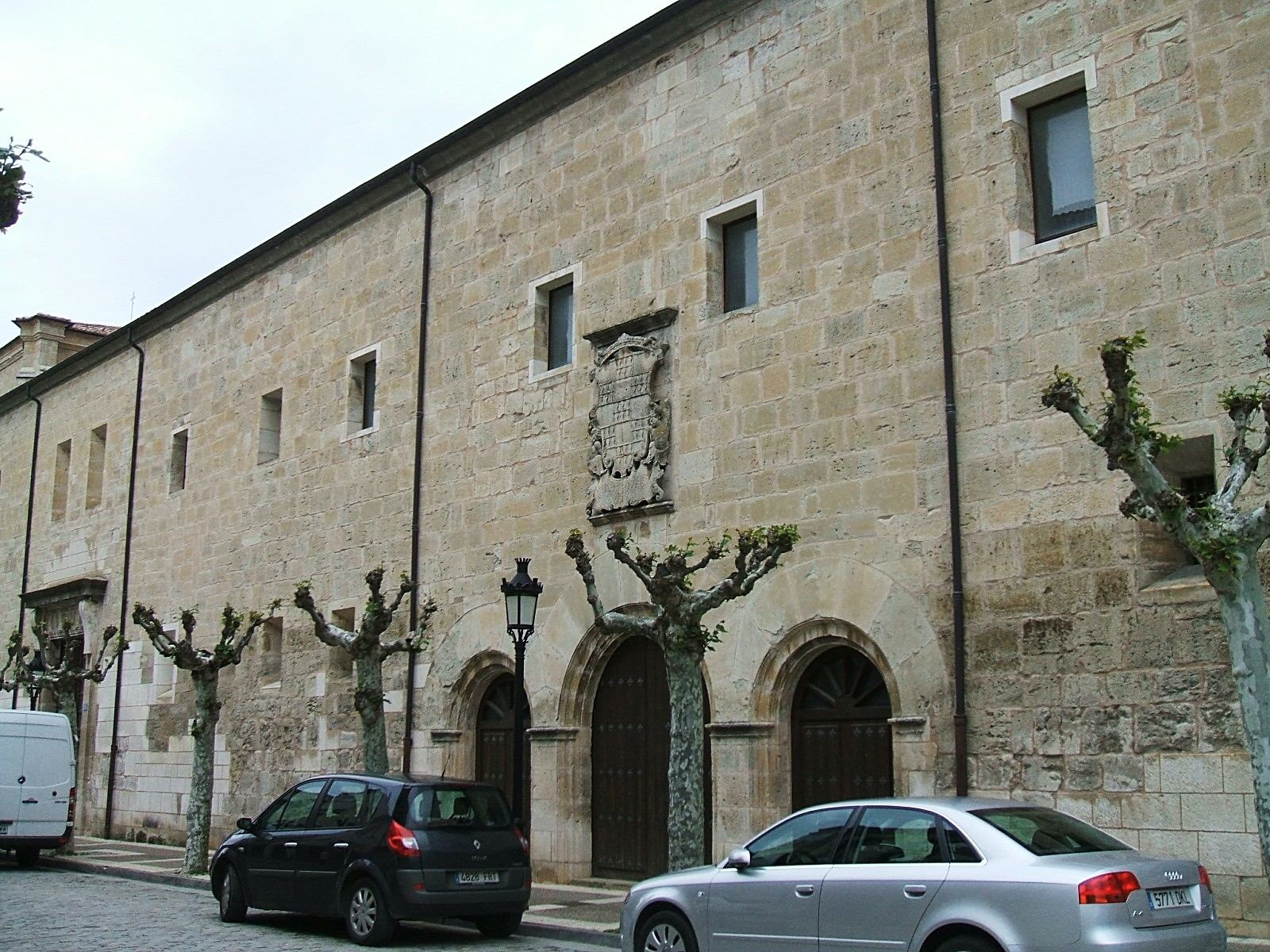
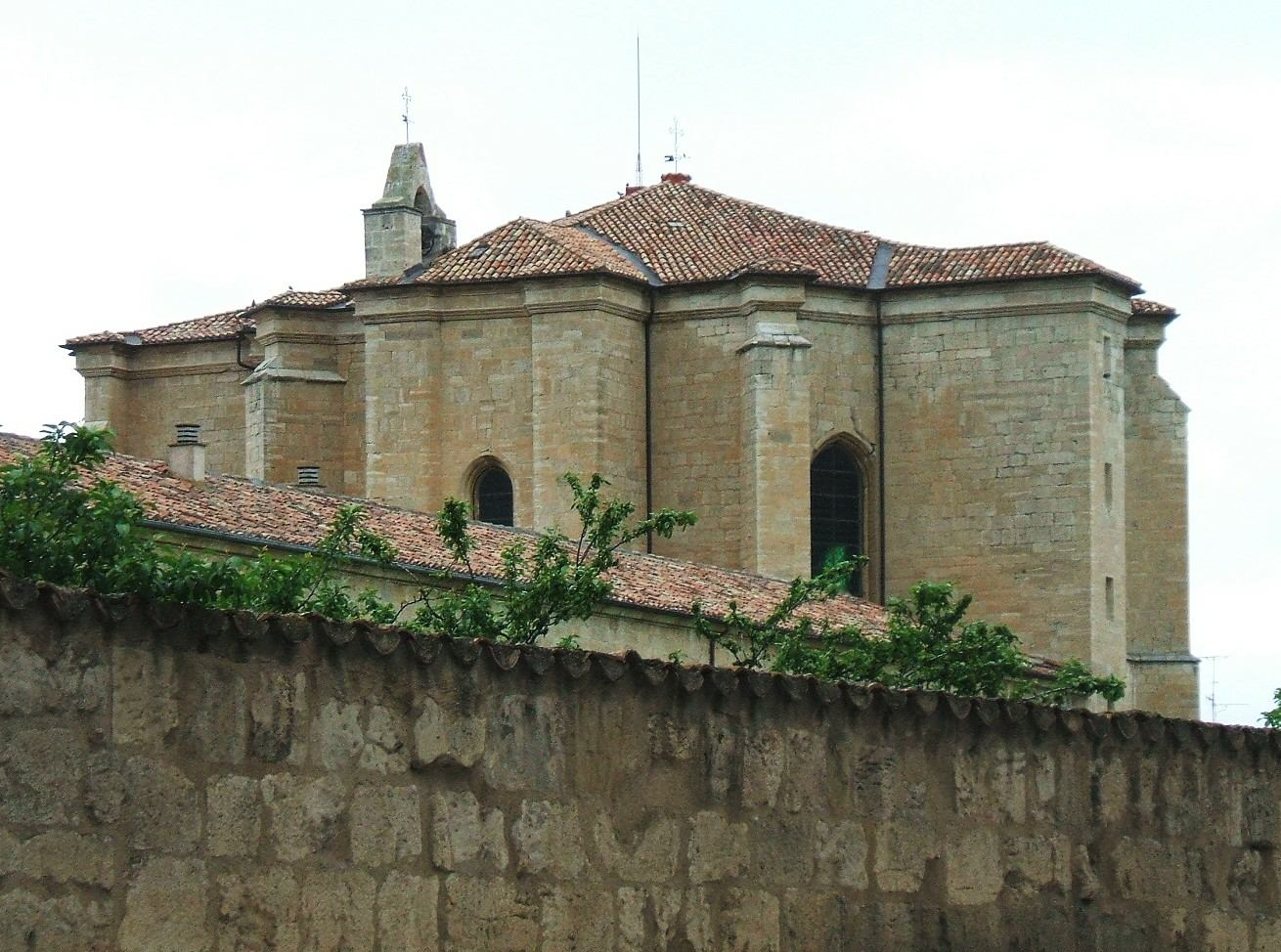
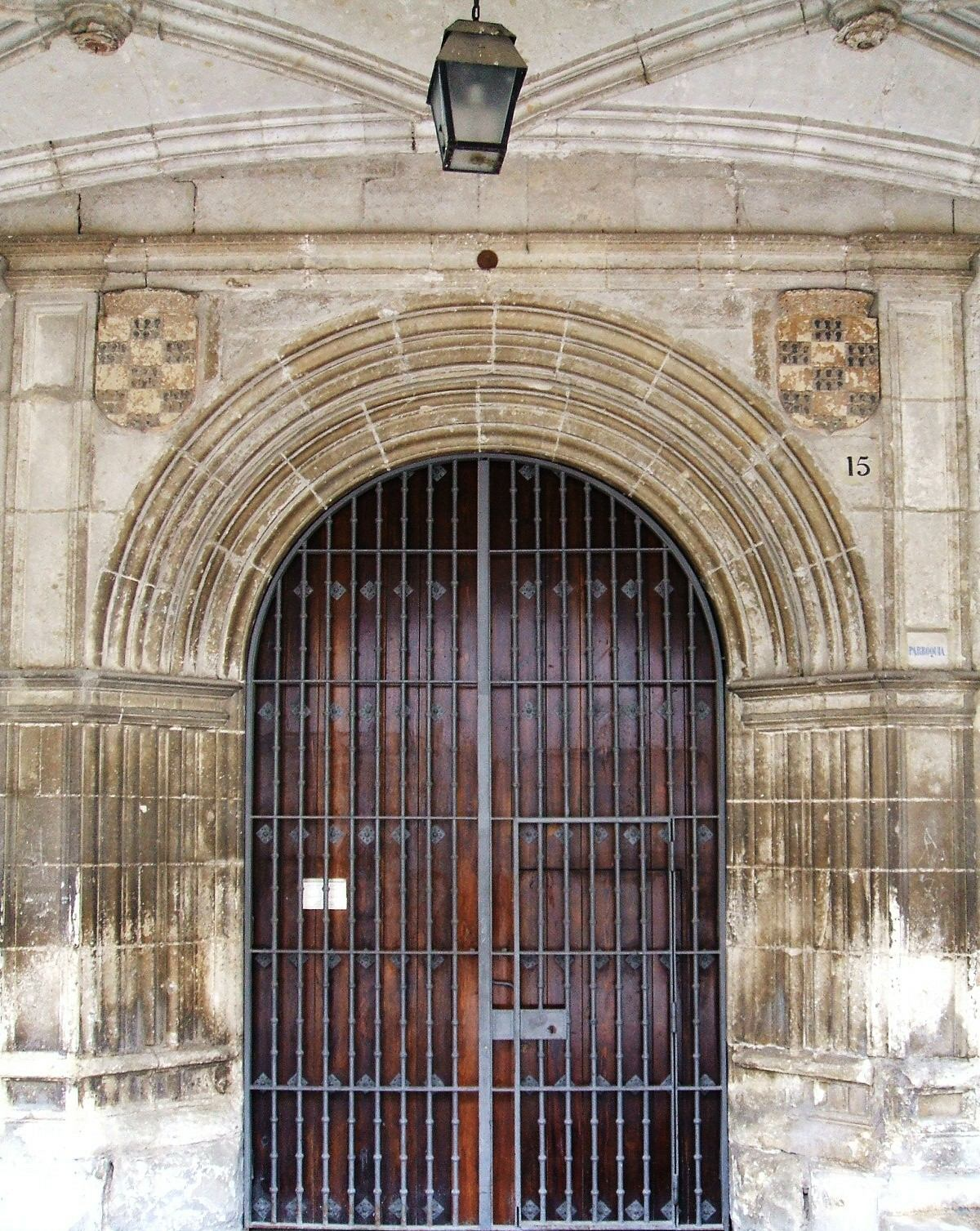
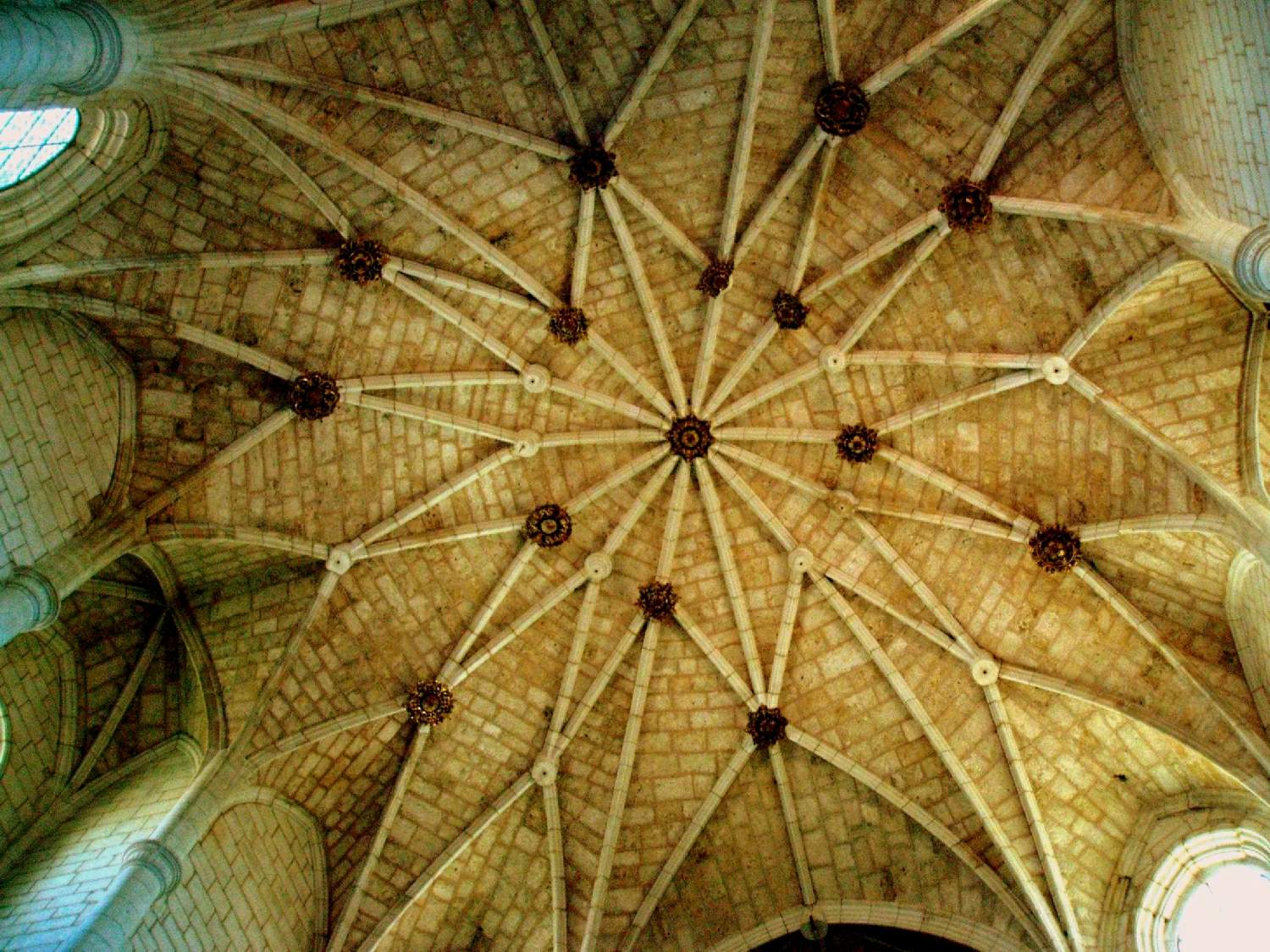
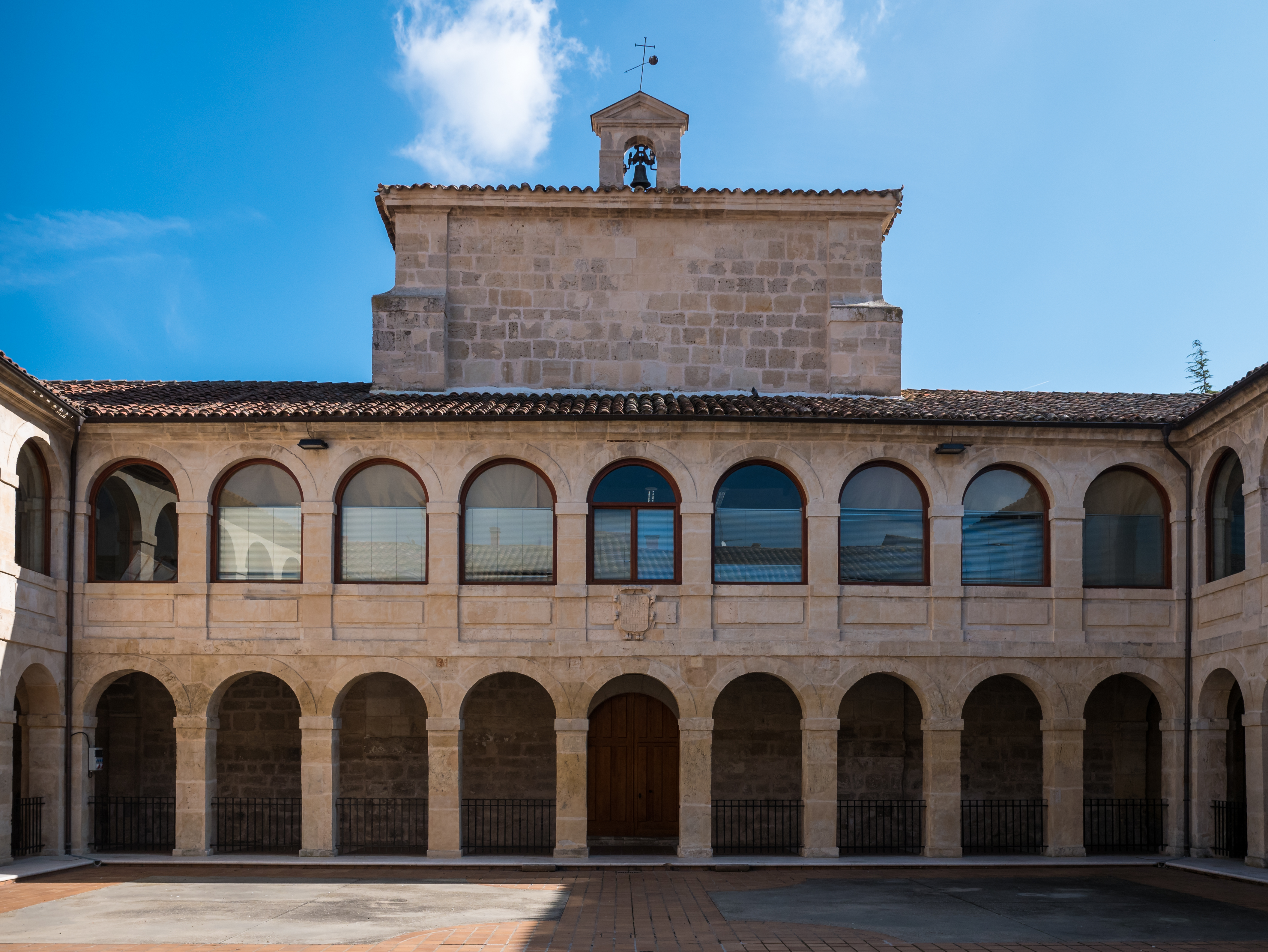